# Gomalia
Gomalia este un gen de fluturi din familia Hesperiidae.  Genul este monotipic și conține o singură specie, Gomalia elma.